# Thieme
Thieme, o Thieme Medical Publishers és una editorial mèdica i científica alemanya del grup editorial Thieme. Produeix revistes professionals, llibres de text, atles, monografies i llibres de referència tant en alemany com en anglès que cobreixen una varietat d'especialitats mèdiques, com ara neurocirurgia, ortopèdia, endocrinologia, urologia, radiologia, anatomia, química, otorrinolaringologia, oftalmologia, audiologia i logopèdia, medicina complementària i alternativa. Thieme té més de 1.000 empleats i manté oficines a set ciutats del món, com ara Nova York, Pequín, Delhi, Stuttgart i tres ciutats més d'Alemanya.